# Junio Valerio Borghese
Junio Valerio Scipione Ghezzo Marcantonio Maria Borghese (6. června 1906 – 26. srpna 1974), přezdívaný Černý kníže, byl italským námořním velitelem během fašistického režimu a významným radikálním neofašistickým politikem v poválečné Itálii.

## Počátky života a kariéry
Junio Valerio Borghese se narodil v Arteně, v Římské provincii, v Italském království. Narodil se do významné šlechtické rodiny původem ze Sieny, do rodiny Borghese, jejímž významným členem byl papež Pavel V. Jeho otec Livio Borghese byl 11. knížete ze Sulmona a mladším bratrem známějšího Scipiona Borghese. Borghese byl druhým synem knížete a jako takový měl titul patricie římského, neapolského a benátského a psal se jako Don Junio Valerio Borghese. Nicméně tisk a anglická historická věda ho běžně označovala zdvořile jako Prince Junia Valeria Borgheseho. Borghese se prvně vzdělával v Londýně, v Anglii a od roku 1923 navštěvoval Královskou italskou námořní akademii (Accademia Navale) v Livornu.
V roce 1929 začala jeho kariéra v námořnictvu. V roce 1933 se stal velitelem ponorky. Borghese se účastnil Druhé italsko-etiopské války. Během italské intervence ve Španělské občanské válce velel ponorce Iride, kde měl údajně ztratit dva námořníky, když jeho ponorka byla napadena pod vodou britským torpédoborcem HMS Havock.

## Druhá světová válka
Elitní druhoválečná italská námořní jednotka Decima Flottigla MAS (10. flotila MAS) je považována za první moderní námořní komando. Byla vytvořena na začátku války knížetem Junio Valerio Borghesem, tito „žabí muži“ byli trénováni tak, aby bojovali skrytě a pod vodou s pomocí malých ponorek a útočných člunů vyzbrojených různými torpédy – byli průkopníky taktiky, která zůstala standardem i v dnešním světě.“
Na začátku druhé světové války převzal Borghese velení ponorky Vettor Pisani a v srpnu 1940 byl velitelem na ponorce Sciré, která byla upravena tak, aby nesla novou tajnou italskou zbraň, lidské torpédo. Známé jako pomalo-rychlostní torpédo (siluri a lenta corsa nebo SLC) a přejmenované na „prase“ (maiali) pro jeho chabou řiditelnost. Tato torpéda byly malými podvodními útočnými zbraněmi s posádkou o dvou lidech. Tyto byly součástí 1a Flottiglia Mezzi d‘Assalto (MAS), „První flotila útočných prostředků“ (později nazývaná jako 10. flotila MAS), elitní námořní sabotážní jednotka Italského královského námořnictva (Regia Marina Italiana).
Jakožto velitel Sciré se Borghese účastnil několika útoků, při nichž byly použity SLC. První z nich v září a říjnu 1940 byly směřovány na Gibraltar. Zářijový útok byl zrušen, když byl přístav nalezen prázdný. V říjnovém útoku přivedl Borghese Sciré hluboko do Gibraltarské zátoky, když provedl obtížný ponor ve snaze přivést SLC k cíli, jak jen bylo nejblíže možné. Za to obdržel Medaglia d’Oro al Valor Militare, i přes celkový neúspěch této mise. V květnu 1941 skončil další pokus selháním, ale dne 20. září 1941 úspěšná mise poškodila v přístavu tři obchodní lodě. Po tomto posledním útoku byl Borghese povýšen na fregatního kapitána a jmenován velitelem podvodní jednotky Decima MAS.
Dne 18. prosince 1941 dosáhl Alexandrie ve Sciré a zahájil smělý útok pomocí tří SLC, které těžce poškodily dvě britské bitevní lodě HMS Valiant a HMS Queen Elizabeth a dvě jiné lodě v přístavu. Šest posádek italského námořnictva, které napadly přístav v Alexandrii obdrželo Medaglia d’Oro al Valor Militare a Borghse byl jmenován Cavaliere dell’Ordine Militare di Savoia. V květnu 1943 převzal Borghese velení 10. flotily MAS nebo podle římského vzoru Xa MAS, která pokračovala v aktivní službě ve Středomoří a razila cestu novým technikám válečných útoků komand. Římské číselné označení bylo připomínkou na Caesarovu slavnou 10. legii.

## Příměří dne 8. září 1943
Po italské kapitulaci Spojencům dne 8. září 1943 byla Xa MAS rozpuštěna. Zatímco někteří z jeho námořníků se připojili ke Spojencům, Borghese si vybral pokračovat v boji s Italskou sociální republikou spolu s německou Wehrmacht. Dne 12. září 1943 podepsal smlouvu o spojenectví s německou Kriegsmarinou. Mnoho jeho spolupracovníků se dobrovolně přihlásilo do služby s ním a 10. flotila MAS byla obnovena, hlavní velitelství bylo v Caserma del Muggiano v La Spezii. Do konce války měla přes 18 000 členů a Borghese ji zamýšlel jako čistě vojenskou jednotku. V dubnu 1945, když velení USA zjistilo, že Britové dali jugoslávskému maršálovi Josipu Brozovi Titovi a jeho komunistickým silám povolení okupovat severovýchodní Itálii od Benátek k východu, přesunul Borghese hlavní část 10. flotily z Ligurie a Piemontu do oblasti Benátek. 10. flotila vybudovala linii obrany na řece Tagliamento, kde odolávala až do příchodu Spojeneckých sil. V této akci 10. flotila ztratila přes 80 procent proti na frontu Titovým jednotkám a italským komunistickým partyzánům spojeným s Titem vyslaných námořníků.
Na konci války byl Borghese zachráněn důstojníkem Office of Strategic Services Jamesem Angletonem, který ho oblékl do americké uniformy a odvezl ho z Milána do Říma pro výslech ze strany Spojenců. Broghese byl posléze souzen a odsouzen italským soudem pro kolaboraci s nacionálně socialistickými okupanty, ale ne pro válečné zločiny. Byl odsouzen na 12 let vězení, tři roky mu byli odpuštěny díky jeho slavným výpravám za války a jeho obraně severovýchodních hranic proti Titovu IX. sboru a jeho obraně přístavu v Janově. Z vězení byl propuštěn po čtyřech letech věznění Nejvyšším kasačním soudem v roce 1949.

## Politická kariéra po válce a závěr života
Se svou kariérou hrdiny a svoji podporou fašismu se stal čelní postavou profašistických, antikomunistických skupin poválečné doby, získal přezdívku Černý kníže. Borghese napsal ke knize krajně pravicového revolučně-konzervativního teoretika Julia Evoly „Gli uomini e le rovine“ podpůrný úvod, v němž vyhlásil svou politickou ideologii idealistické neofašistické nové aristokracie založené čistě na charakteru. Později napsal paměti o svých válečných činech, které vyšly pod názvem „Sea Devils“ v roce 1954. Byl spojen s Movimento Sociale Italiano, neofašistickou stranou, kterou v poválečném čase vytvořili bývalí stoupenci diktátora Benita Mussoliniho. Později se kvůli obhajování tvrdší linie, kterou MSI nebyla schopna anebo ochotna prosazovat, se od Movimento Sociale Italiano odštěpil a založil radikálnější neofašistickou formaci známou jako Fronte Nazionale. Na konci života žil ve Španělsku. Za poněkud záhadných okolností zemřel v Cádizu dne 26. srpna 1974 ve věku 68 let. Je pohřben v rodinné kapli Borghesů v basilice di Santa Maria Maggiore v Římě.